# Deleornis
 Deleornis  es un género de aves paseriformes perteneciente a la familia Nectariniidae. Sus miembros se encuentran en África. Anteriormente se clasificaban en el género Anthreptes. 

## Especies
- Deleornis fraseri - suimanga de Fraser;
- Deleornis axillaris - suimanga cabecigrís.